# Republic F-84F Thunderstreak
Republic F-84F Thunderstreak – amerykański jednomiejscowy samolot myśliwsko-bombowy i myśliwsko-rozpoznawczy, wersja rozwojowa samolotu Republic F-84 Thunderjet ze skośnymi skrzydłami, napędzana turbinowym silnikiem odrzutowym Wright J65 o ciągu 3213 daN (3275 kG). Wyprodukowano 2348 sztuk, po krótkim okresie użytkowania w USA 852 nowe oraz połowa z maszyn USAF trafiła w ramach programu współpracy wojskowej MAP lub MDAP do sojuszników z NATO. Wyprodukowano też 715 samolotów rozpoznawczych RF-84F Thunderflash, w tym 388 dla USAF i 327 w ramach MAP. Maszyny pozostawały w służbie europejskich państw aż do lat 90.

## Użytkownicy
Belgia
- Force Aêrienne Belge (197 × F-84F, 34 × RF-84F od 1955)

 Tajwan
- Siły Powietrzne Republiki Chińskiej (24 × RF-84F od 1956)

 Dania
- Flyvevåbnet (23 × RF-84F 1957–1971)

 Francja
- Armée de l’air (250 × F-84F, 89 × RF-84F od 1955)

 Niemcy
- Luftwaffe (450 × F-84F, 108 × RF-84F 1956–1967)

 Królestwo Grecji
- Polemikí Aeroporía (115 × F-84F, 24 × RF-84F, ex-RFN: 69 × F-84F, 6 × RF-84F, ex-NLD: 6 × RF-84F 1956–1991)

 Włochy
- Aeronautica Militare Italiana (194 × F-84F 1956–1972, 93 × RF-84F 1954–1972)

 Holandia
- Koninklijke Luchtmacht (143 × F-84F, 24 × RF-84F 1955–1970)

 Norwegia
- Luftforsvaret (35 × RF-84F 1956–1970)

 Turcja
- Türk Hava Kuvvetleri (46 × RF-84F, ex-FRA: 108 × F-84F, 21 × RF-84F, ex-RFN: 165 × F-84F, ex-NLD: 15 × RF-84F, ex-NOR: 20 × F-84F 1955–1982)[1]

 Stany Zjednoczone
- United States Air Force (1496 × F-84F, 388 × RF-84F 1952–1972)